# Cruz do Combatente
A Cruz do Combatente (em francês:  Croix du Combattant) é uma condecoração honorária francesa criada em 1930 para os Poilus da Primeira Guerra Mundial, posteriormente modificada para ser concedida aos veteranos da Segunda Guerra Mundial e de outros conflitos envolvendo as Forças Armadas Francesas.

## História
| “                           | Eles têm direitos sobre nós. | ” |
| — Premiê Georges Clemenceau |                              |   |

Os Poilus da Primeira Guerra Mundial queriam que a nação reconhecesse um estatuto especial para aqueles que participaram nos duros combates de 1914-1918. A lei de 19 de dezembro de 1926 criou a Carteira do Combatente para os veteranos da Primeira Guerra Mundial, mas também para os de 1870-1871 e as guerras coloniais anteriores à Primeira Guerra Mundial. A condecoração só foi criada três anos depois pela lei de 28 de junho de 1930.
O projeto selecionado pelo júri é obra do Sr. Doumenc, um veterano. Tem a forma de uma cruz pátea com braços ligados por uma coroa de louros. O medalhão central traz as palavras República Francesa com uma efígie da República francesa usando um capacete laureado. No reverso, uma espada é encimada por raios com as palavras Cruz do Combatente. A fita é azul-celeste com sete listras verticais vermelhas-garança, assumindo as cores dos uniformes dos Poilus.
Em 28 de março de 1941, a França de Vichy criou uma Cruz do Combatente específica de 1939-1940: o distintivo era exatamente igual ao da Grande Guerra, mas com o acréscimo das datas 1939-1940 no reverso. A fita tinha o mesmo fundo azul-celeste, mas com 5 listras verticais pretas. Deve-se notar que teria havido uma primeira versão diferente da fita: azul-celeste com 7 linhas verticais pretas regulares de 1,5mm. Por despacho de 7 de janeiro de 1944, é proibido o uso da Cruz do Combatente de 1939-1940.
Um decreto de 29 de janeiro de 1948 estabelece que as disposições da lei de 1930 relativas à atribuição da Carteira do Combatente e da Cruz do Combatente são aplicáveis aos participantes na guerra de 1939-1945. A lei de 18 de julho de 1952 estende o benefício da atribuição da Cruz do Combatente às guerras da Indochina e da Coreia.
A lei de 9 de dezembro de 1974 estendeu a atribuição da Cruz do Combatente às operações no Norte de África entre 1º de janeiro de 1952 e 2 de julho de 1962. Um decreto de 12 de janeiro de 1994 abriu o direito à Carteira do Combatente (e, portanto, ao uso da Cruz do Combatente) àqueles que participaram das operações no Afeganistão, Camboja, Camarões, Golfo, Líbano, Madagascar, Suez, Somália, República Centro-Africana, Chade, Iugoslávia, Zaire.
Em 30 de outubro de 2014, a Assembleia Nacional votou, no âmbito do projeto de lei de finanças de 2015, um texto que amplia a atribuição da Carteira do Combatente que dá o direito ao uso da Cruz do Combatente. Todo o pessoal que tenha participado numa operação externa de 120 dias, consecutivos ou não, pode receber esta Carta de Combatente a partir de 1º de outubro de 2015. Esta duração de presença foi reduzida para 112 dias por decreto de 20 de dezembro de 2023.

## Características
A Cruz do Combatente é uma cruz pátea de bronze de 36mm de largura com uma coroa de louros entre os braços de 36mm de largura. Diferente da Cruz de Guerra, não tem espadas entre os braços. No anverso, ao centro, a efígie da República com Marianne usando um capacete Adrian coroado com folhas de louro, cercada pela inscrição em relevo REPUBLIQUE FRANCAISE (República Francesa). No reverso, a inscrição em relevo CROIX DU COMBATTANT (Cruz do Combatente) ao longo da circunferência inferior emoldura uma espada vertical apontando para baixo, com raios projetando-se horizontalmente e para cima a partir do punho em um arco de 180°. A medalha pende de uma fita azul-celeste de 37mm de largura, cortada longitudinalmente por sete listras vermelhas-garança de 1,5mm. As cores da fita  invocam as cores dos uniformes dos Poilus.

### A Cruz de Vichy
A Cruz do Combatente da França de Vichy era exatamente igual à da Grande Guerra, mas com o acréscimo das datas 1939-1940 no reverso. A fita tinha o mesmo fundo azul-celeste, mas com 5 listras verticais pretas (2 a 4,5mm nas bordas e 3 a 2mm no centro). Deve-se notar que teria havido uma primeira versão diferente da fita: azul-celeste com 7 linhas verticais pretas regulares de 1,5mm, uniformemente espaçadas. Esta Cruz foi proibida por decreto de 7 de janeiro de 1944.

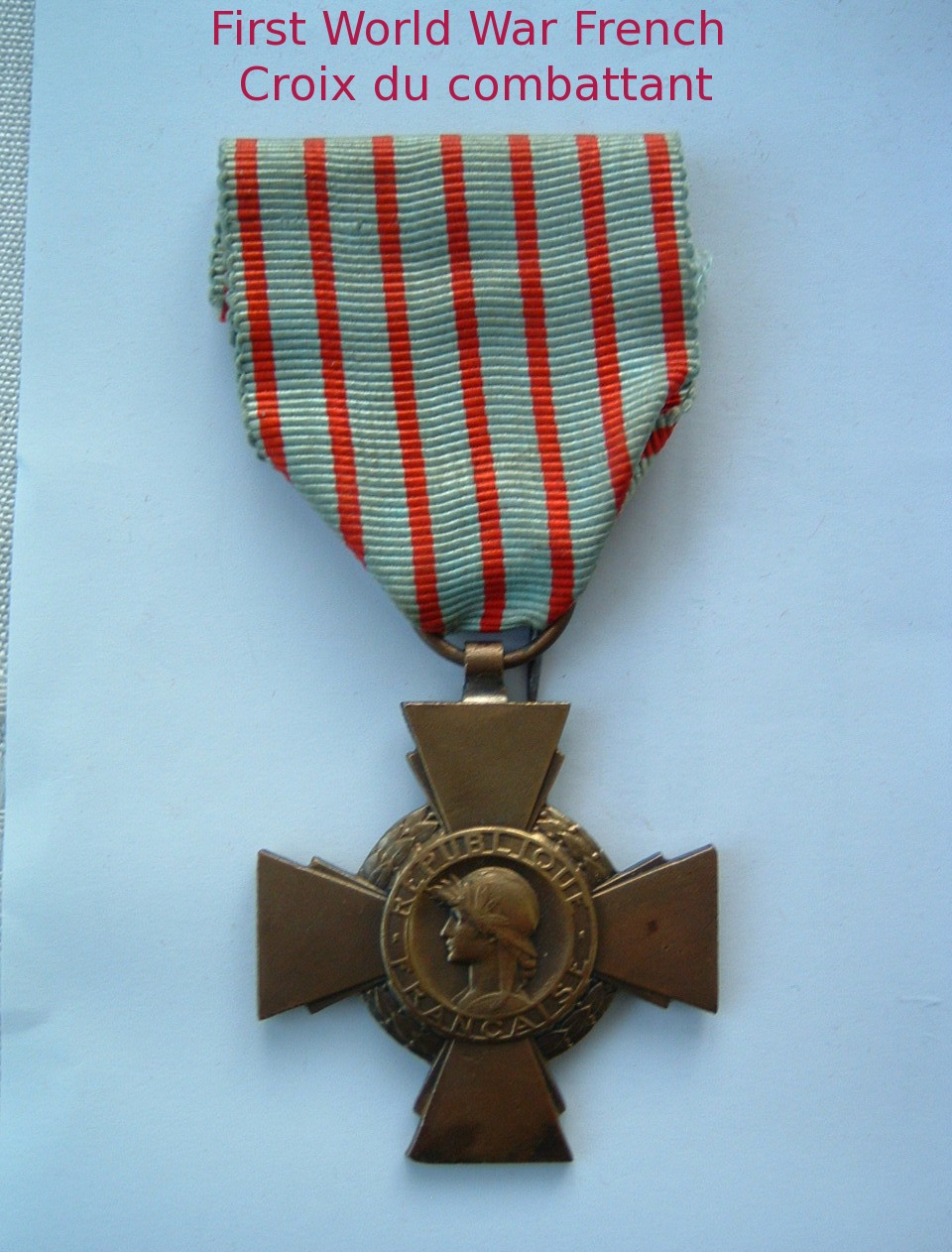
Anverso com o capacete Adrian e a coroa de louros.
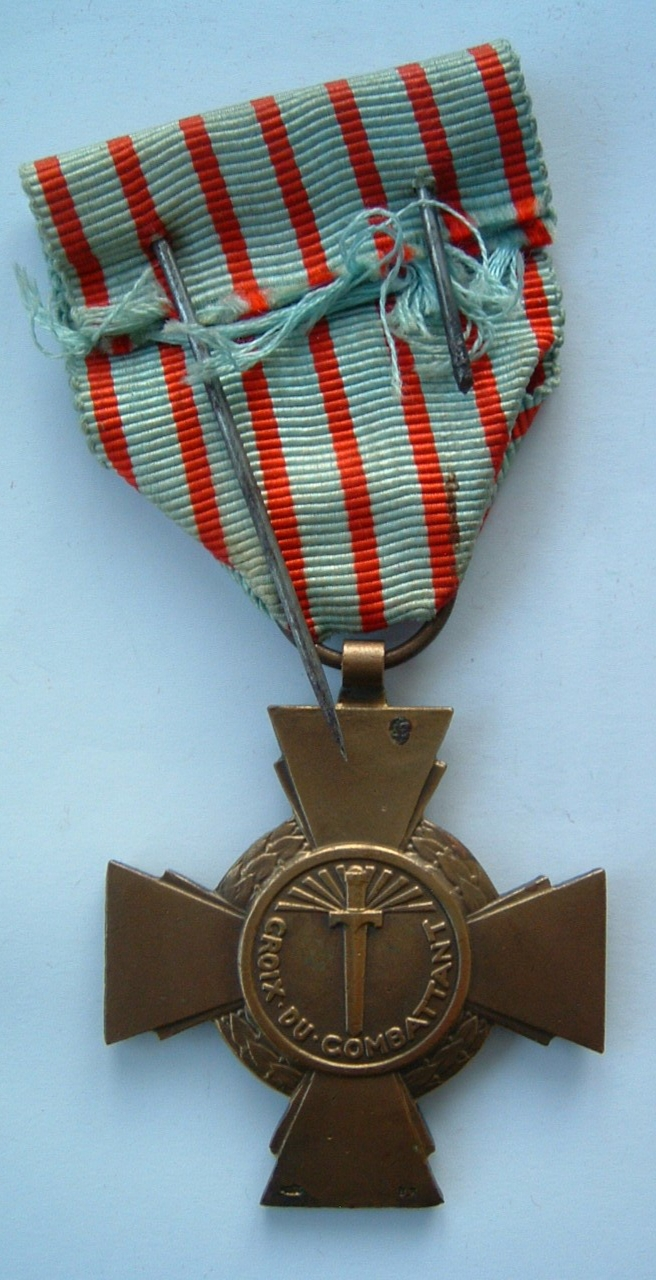
Reverso com a espada e os raios.
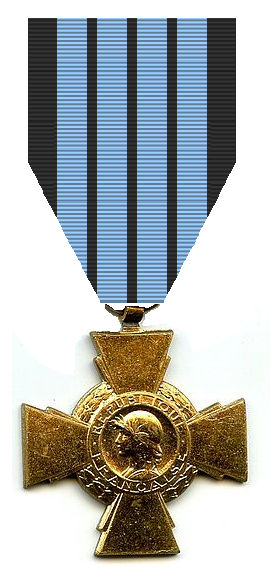
Simulação da fita da Cruz do Combatente de Vichy.
Barreta da Cruz do Combatente de Vichy.

## Agraciamento
Desde a lei de 19 de dezembro de 1926, a concessão da Carteira de Combatente constitui um reconhecimento aos seus titulares da sua qualidade de combatente e, portanto, de cidadãos do Gabinete Nacional de Veteranos e Vítimas de Guerra (em francês:  Office national des anciens combattants et victimes de guerre, ONACVG). Acompanhada de inúmeras vantagens (aposentadoria de combatente, auxílio na reabilitação, apoio material e moral, etc.), esta carteira abre simbolicamente o direito ao uso da Cruz do Combatente. Em 90 anos de existência, as condições para a atribuição deste título evoluíram significativamente em função dos vários conflitos que a França atravessou. Há um conjunto específico de requisitos para cada conflito ou operação militar no que diz respeito à concessão da Carteira do Combatente e da Cruz do Combatente:
1. Por serviço em uma unidade declarada como unidade combatente (serviço de linha de frente) pelo Ministério da Defesa: noventa dias de serviço ou ferimento ou doença recebida ou contraída durante o serviço, ou noventa dias de detenção pelo inimigo.
2. Por serviço em qualquer unidade: menção em despachos por bravura, ou participação direta em cinco combates de tiroteio, ou ferimento em ação, ou detenção pelo inimigo sem aplicação da Convenção de Genebra.
3. A partir de 1º de outubro de 2015, estendido a todos os militares que participaram de operações fora da metrópole durante 120 dias (independentemente de terem sido consecutivas ou não).

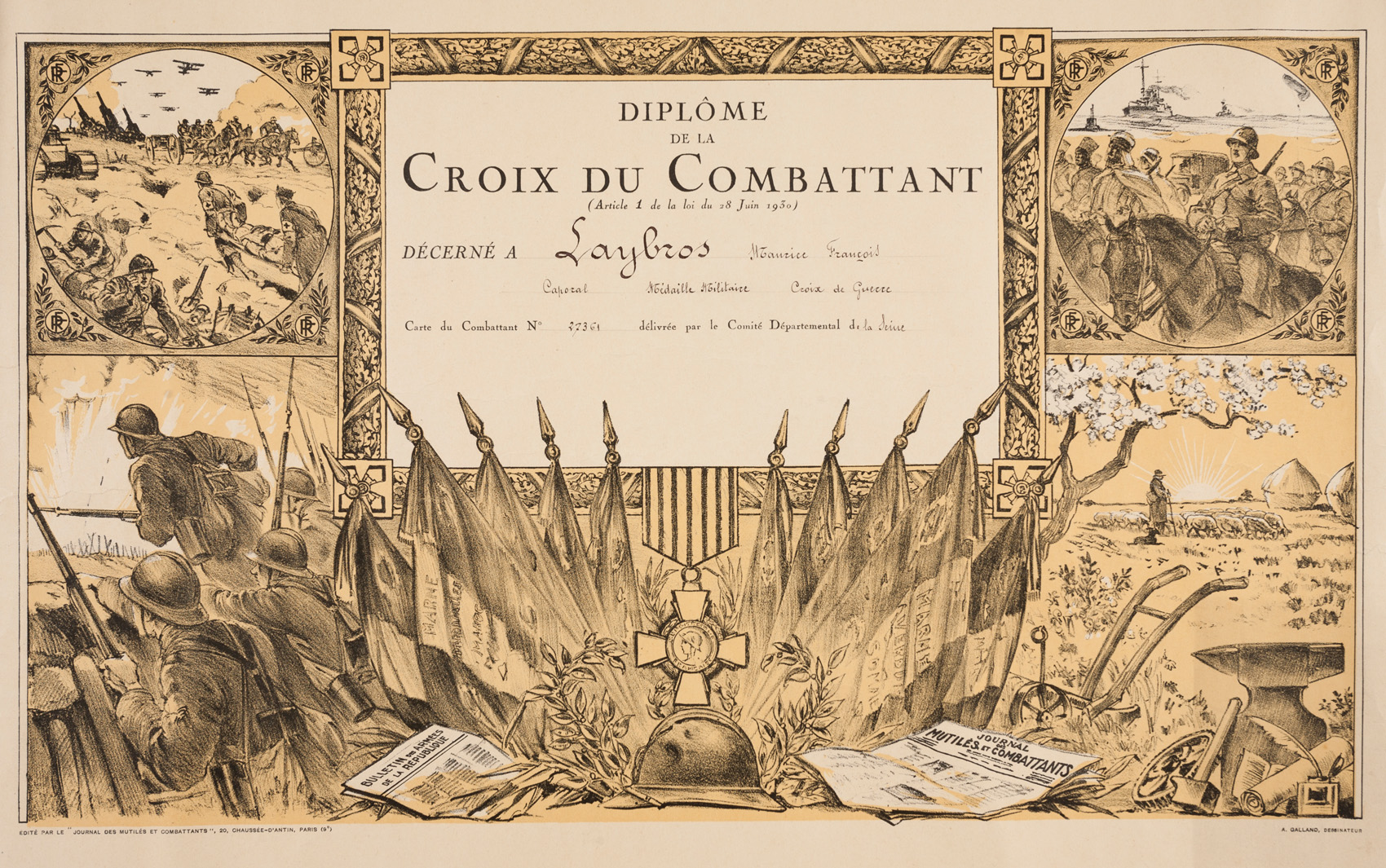
Diploma da Cruz do Combatente.
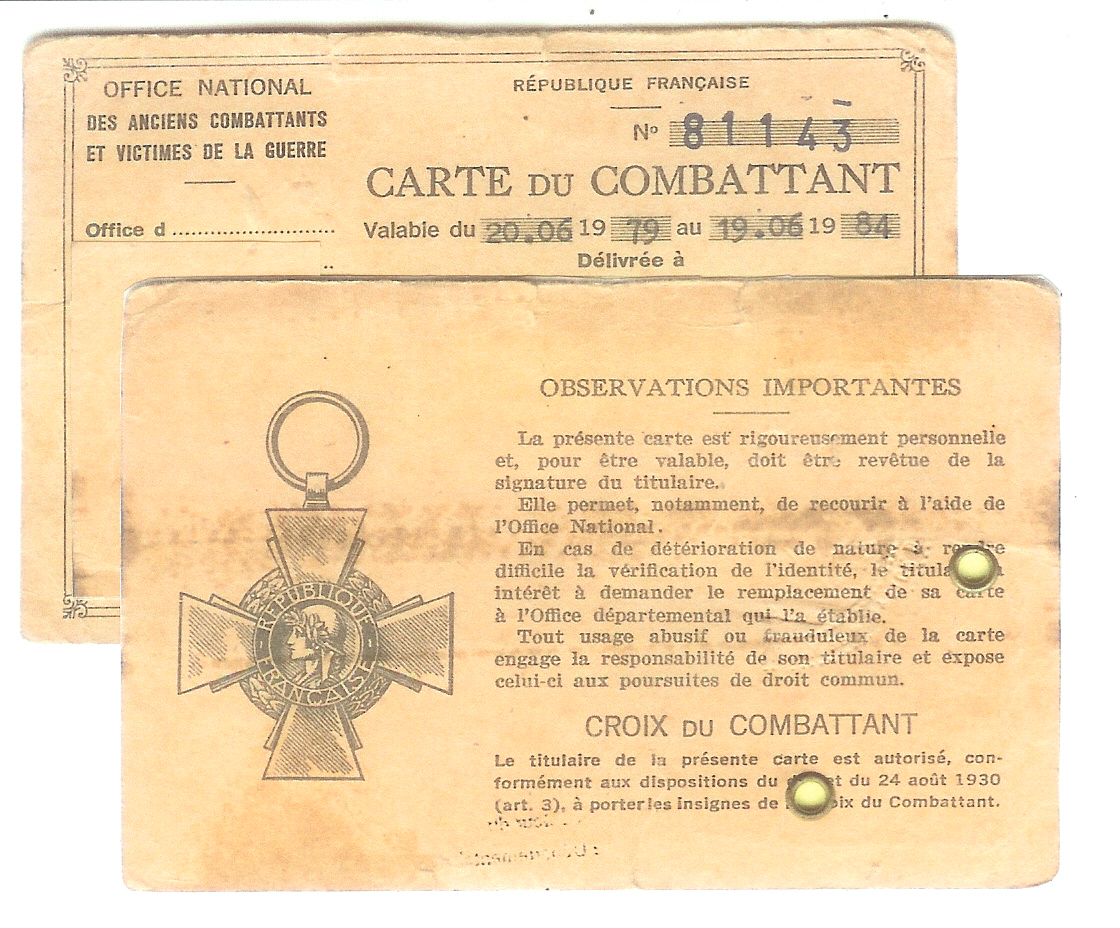
Carteira do Combatente.

## Agraciados notáveis (lista parcial)
| Nº | Nome                      | Detalhes                                     |
| -- | ------------------------- | -------------------------------------------- |
| 1  | General Charles de Gaulle | Líder da França Livre e presidente da França |
| 2  | General Marcel Letestu    | Comandante da Legião Estrangeira Francesa    |
| 2  | General Antoine Béthouart | Comandante francês na Batalha de Narvik      |
| 3  | General Jeannou Lacaze    | Chefe do Estado-Maior Geral francês          |
| 4  | Soldado René Riffaud      | Um dos últimos Poilus, viveu até os 108 anos |
| 5  | Sargento Eugene Bullard   | Piloto da Esquadrilha Lafayette              |
| 6  | Sargento Dominic Wenner   | Jornalista e militante da OAS                |
| 7  | Conde Henrique de Orléans | Príncipe francês da Casa de Orléans          |
| 8  | Roberto Merle             | Escritor francês                             |